# محمد بلص
محمد ناجح بلص (22 يناير 1982) لاعب كرة قدم أردني من دون نادي حاليا ويجيد اللعب في مركز قلب الدفاع.

## الإنجازات

### الحسين
- كأس الاتحاد الأردني (2): 2003، 2005
- كأس السوبر (1): 2003